# 百人计划
百人计划是1994年中国科学院启动的一项人才引进与培养计划。
该项目原计划从国外吸引并培养百余名优秀青年学术带头人，因此得名“百人计划”。实际上，目前受该计划资助的人数已接近1900人。